# Dekanat Jawiszowice
Dekanat Jawiszowice – jeden z 23 dekanatów katolickich wchodzących w skład diecezji bielsko-żywieckiej, w którego skład wchodzi 6 parafii.

## Przełożeni
- Dziekan: ks. Andrzej Zając
- Wicedziekan: ks. Szymon Czauderna
- Ojciec duchowny: o. Piotr Cuber OFMConv[1]
- Duszpasterz Służby Liturgicznej: ks. Michał Styła
- Dekanalny Wizytator Katechizacji: ks. Lech Kalinowski
- Dekanalny Duszpasterz Rodzin: ks. Andrzej Zając
- Dekanalny Duszpasterz Młodzieży: ks. Dawid Surmiak

## Parafie
- Bielany: Parafia Świętego Macieja Apostoła
- Brzeszcze: Parafia Świętego Urbana
- Jawiszowice: Parafia Świętego Marcina
- Jawiszowice-Brzeszcze: Parafia Matki Bożej Bolesnej
- Przecieszyn: Parafia Matki Bożej Częstochowskiej
- Rajsko: Parafia Przenajświętszej Trójcy